# Alta (supermarkedskæde)
 For alternative betydninger, se Alta. (Se også artikler, som begynder med Alta)
Alta Discount var en dansk kæde af discountbutikker. Da kæden ophørte i 2008 bestod den af 55 butikker i Jylland og på Fyn.
Kæden blev grundlagt af virksomheden Jaco Gruppen A/S; en virksomhed med base i Århus. 
I 2007 blev Alta Discount A/S solgt til Dagrofa. NorgesGruppen købte sig ind i kæden i maj 2007 med (40%), og butikkerne har i løbet af 2008 skiftet navn til Kiwi Minipris, som er det navn, NorgesGruppen driver discountbutikker under i Norge. Navneskiftet var dog forbundet med lidt juridiske problemer, idet Nettos kundemagasin også hed Kiwi.. Dette er dog endt med at Netto har ændret navnet på deres kundemagasin pr. januar 2010, til Lime.